# 2018年1月31日の月食
本項では、2018年1月31日の月食（UTCによる、国・地域によっては2月1日）について述べる。

## 特徴

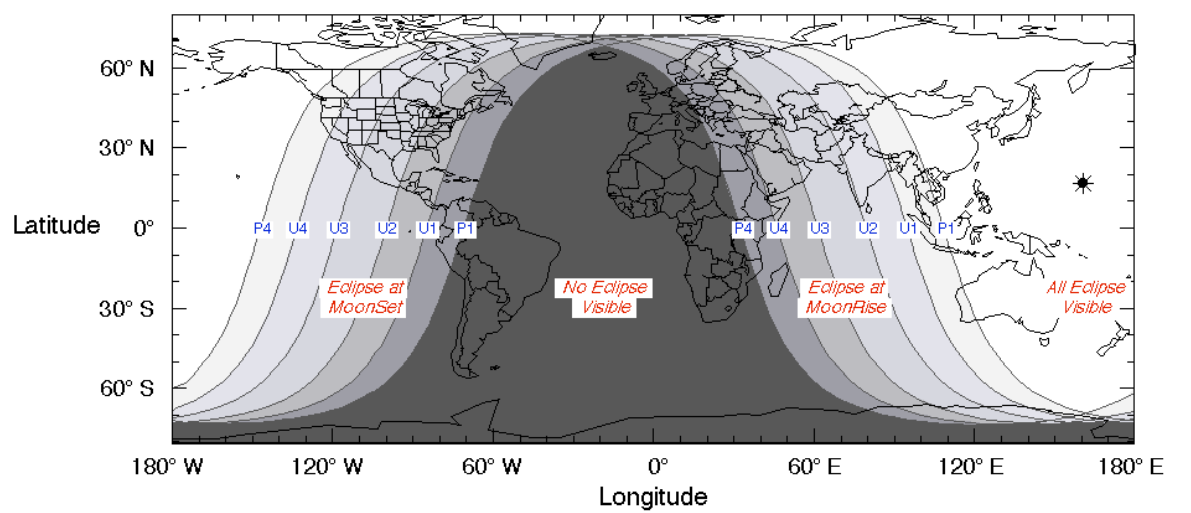
月食の観測が可能な領域（白）を示した地図

この月食は、2018年に観測される最初の皆既月食で、日本で皆既月食が観測されるのは、2015年4月4日以来である。最大食分は1.321。月食発生時、月から地球を見ると、地球は太平洋とその沿岸地域を向けている。そのため、シベリア、日本を含む東アジア、東南アジア、オセアニア、アラスカなど、主に太平洋沿岸地域で観測される。一方で、中東アジアやヨーロッパ西部では日没後、アメリカや中南米では夜明け前に部分月食が観測される。
また、この皆既月食は、月が通常よりも地球に接近し、大きく見えるスーパームーン、1ヶ月（暦月）の間に満月が2回起こるブルームーン、そして科学的な定義は無いが、月食時に月の縁から発せられる太陽光によって、より赤胴色に見えるブラッドムーンの3つの現象が同時に発生する、スーパー・ブルー・ブラッドムーン（英語: Super Blue Blood Moon）と呼ばれる、非常に稀な現象が観測される。しかし、ブルームーンという言葉は実際には、「1ヶ月の間に満月が2回起こる事」ではなく、「二分二至で区切られた1季節の間に満月が4回ある時の3回目の満月」を示す。そのため厳密には、この月食がスーパー・ブルー・ブラッドムーンであるという表記は誤りである。なお、次に（間違った定義での）ブルームーンと皆既月食が同時に発生するのは2037年1月31日である。
食最大時の地球からの距離は、358,994kmで、地球からは通常よりも14%大きく見える 。

## 観測地別月食経過

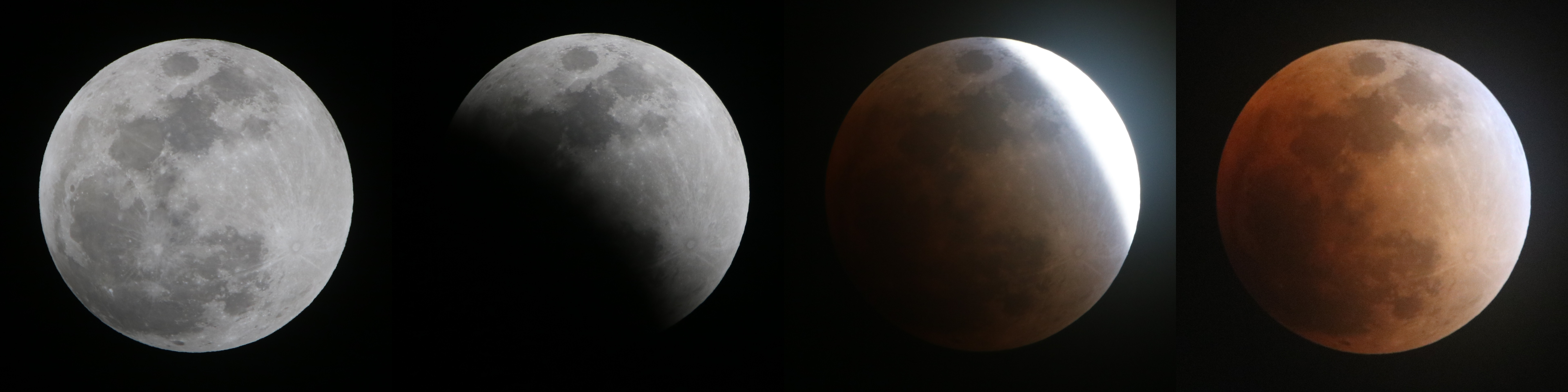
【日本（愛知県）での観察例】 1. 本影食開始前 （20時23分） 2. 部分食 （21時13分） 3. 部分食 （21時43分） 4. 皆既食開始直後 （21時55分）

| 月食経過                                     | オーストラリア  | インド           | 日本          | 北米           | 北米          | 北米          | 北米          | 北米          | UTC   |
| 月食経過                                     | EDST （UTC+11） | IST （UTC+5:30） | JST （UTC+9） | AKST （UTC-9） | PST （UTC-8） | MST （UTC-7） | CST （UTC-6） | EST （UTC-5） | UTC   |
| -------------------------------------------- | --------------- | ---------------- | ------------- | -------------- | ------------- | ------------- | ------------- | ------------- | ----- |
| 半影食始                                     | 21:51           | 16:21            | 19:51         | 1:51           | 2:51          | 3:51          | 4:51          | 5:51          | 10:51 |
| 食始                                         | 22:48           | 17:18            | 20:48         | 2:48           | 3:48          | 4:48          | 5:48          | 6:48          | 11:48 |
| 皆既食始                                     | 23:52           | 18:22            | 21:52         | 3:52           | 4:52          | 5:52          | 6:52          | 7:52          | 12:52 |
| 食最大                                       | 0:30            | 19:00            | 22:30         | 4:30           | 5:30          | 6:30          | 7:30          | 8:30          | 13:30 |
| 皆既食終                                     | 1:08            | 19:38            | 23:08         | 5:08           | 6:08          | 7:08          | 8:08          | 9:08          | 14:08 |
| 食終                                         | 2:11            | 20:41            | 0:11          | 6:11           | 7:11          | 8:11          | 9:11          | 10:11         | 15:11 |
| 半影食終                                     | 3:08            | 21:38            | 1:08          | 7:08           | 8:08          | 9:08          | 10:08         | 11:08         | 16:08 |
| 注釈：黄枠は月が沈んで観測できない時間を表す |                 |                  |               |                |               |               |               |               |       |

- 【日本（愛知県）での観察例】
1. 本影食開始前 （20時23分）
2. 部分食 （21時13分）
3. 部分食 （21時43分）
4. 皆既食開始直後 （21時55分）